# Ercüment Aslan
Ercüment Aslan (ur. 7 czerwca 1976 w Ankarze) – turecki bokser, brązowy medalista mistrzostw świata w Budapeszcie.

## Kariera amatorska
Jako amator zdobył brązowy medal podczas mistrzostw świata w Budapeszcie. W półfinale pokonał go Jermachan Ybrajymow, który zdobył srebrny medal.
W 1998 roku zdobył srebrny medal podczas mistrzostw europy w Mińsku. W finale pokonał go Francuz Frédéric Esther.

## Kariera zawodowa
Jako zawodowiec zadebiutował 29 listopada 2002 roku, nokautując w 1 rundzie Larry'ego Smitha. W sumie na zawodowym ringu stoczył 10 pojedynków, z czego 8 wygrał i 2 przegrał. W 2005 roku walczył z Zulfikarem Joy Alim, o pas PABA, jednak przegrał przez nokaut w 1 rundzie. Ostatnią walkę stoczył 10 grudnia 2007 roku.